# Helmut Hopp (Manager)
Helmut Hopp (* 25. Februar 1924 in Wien; † 1. Juli 2011) war ein deutscher Manager.

## Leben
Hopp war fast vier Jahrzehnte, davon mehr als 20 Jahre als Geschäftsführer, für den Bekleidungshersteller S-Modelle Damenkleider GmbH in Augsburg tätig. Zum 31. Dezember 1985 trat er in den Ruhestand.
Neben seiner beruflichen Tätigkeit stand in der in den Interessenverbänden der Textilindustrie in leitender Position. Er war 25 Jahre lang Schatzmeister im Bundesverband Bekleidungsindustrie (BBI). Von 1977 bis 1992 war er Außenwirtschaftssprecher und Vizepräsident des europäischen Bekleidungsverbandes. 1990 erreichte er die Zollfreiheit im passiven Veredelungsverkehr mit Ungarn, Polen und Tschechien. Zudem war Hopp zwei Jahre Generalsekretär des Weltbekleidungsverbandes. Außerdem war er von 1996 bis 1999 Vorstandsvorsitzender der Stiftung der Bayerischen Bekleidungsindustrie.

## Ehrungen
- Verdienstkreuz 1. Klasse der Bundesrepublik Deutschland